# Zaletta tambourinus
Zaletta tambourinus är en insektsart som beskrevs av Evans 1942. Zaletta tambourinus ingår i släktet Zaletta och familjen dvärgstritar. Inga underarter finns listade i Catalogue of Life.